# Amtsgericht Wittenberge

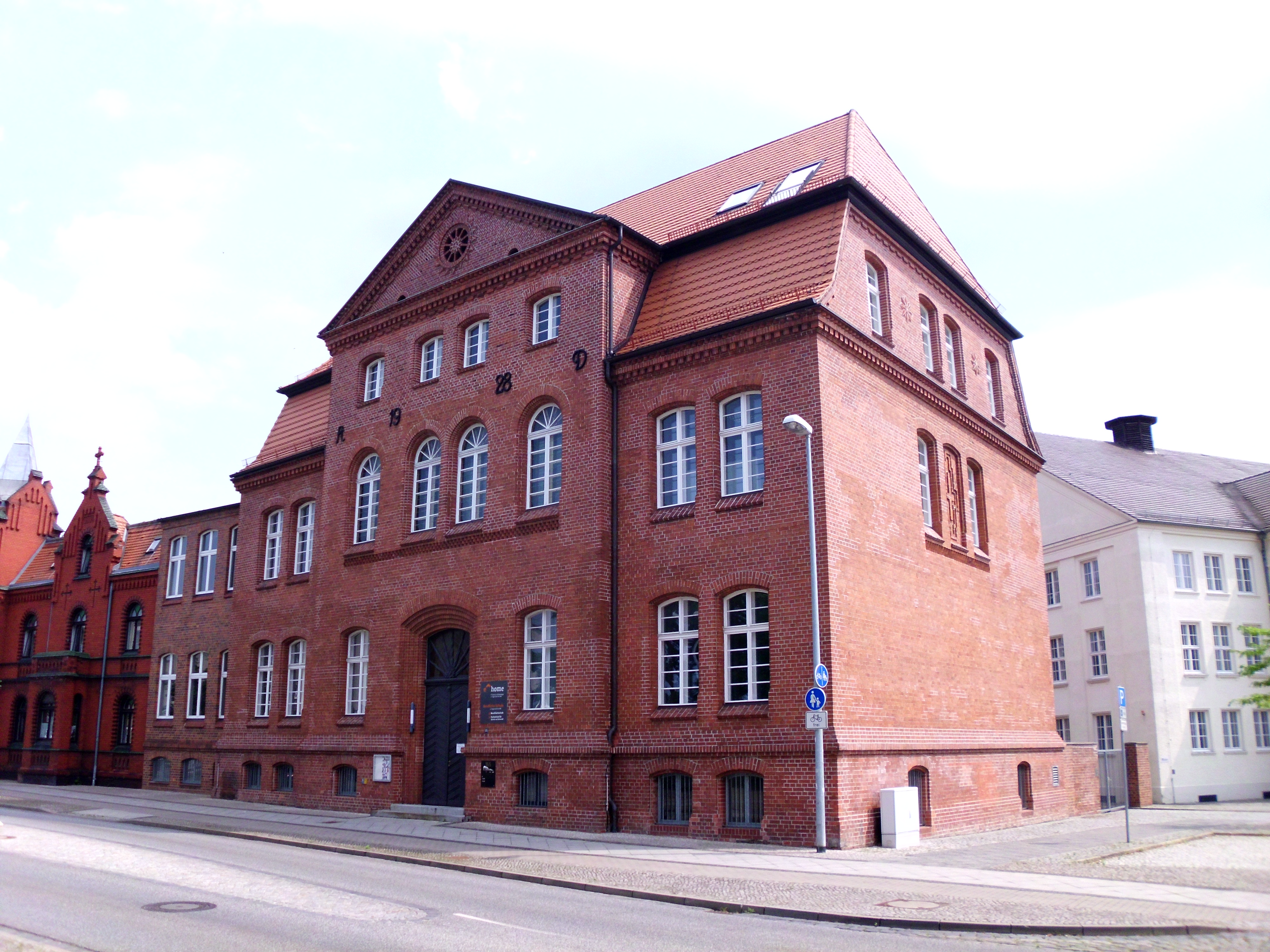
Ehem. Amtsgerichtsgebäude (2014)

Das Amtsgericht Wittenberge war ein preußisches Amtsgericht mit Sitz in Wittenberge in der Provinz Brandenburg.

## Geschichte
Ab 1849 bestand das Kreisgericht Perleberg mit einer Zweigstelle (Gerichtskommission) in Wittenberge. Übergeordnet war das Appellationsgericht Frankfurt a. d. Oder. Im Rahmen der Reichsjustizgesetze wurden diese Gerichte aufgehoben und reichsweit einheitlich Oberlandes-, Land- und Amtsgerichte gebildet. Das königlich preußische Amtsgericht Wittenberge wurde mit Wirkung zum 1. Oktober 1879 als eines von 15 Amtsgerichten im Bezirk des Landgerichtes Neuruppin im Bezirk des Kammergerichtes gebildet. Der Sitz des Gerichtes war die Stadt Wittenberge. Sein Gerichtsbezirk umfasste aus dem Landkreis Westprignitz der Stadtbezirk Wilsnack und Wittenberge, die Amtsbezirke Cumlosen, Weisen und Wilsnack, der Amtsbezirk Rühstädt ohne die Teile, die dem Amtsgericht Havelberg zugeordnet waren, der Gemeindebezirk Bentwisch aus dem Amtsbezirk Dergenthin und die Gemeindebezirke Jagel und Lütkenwisch sowie der Gutsbezirk Jagel aus dem Amtsbezirk Lanz. Am Gericht bestanden 1880 zwei Richterstellen. Das Amtsgericht war damit ein mittelgroßes Amtsgericht im Landgerichtsbezirk. Gerichtstage wurden in Wilsnack gehalten.
Am 1. Juli 1951 wurde das Amtsgericht Lenzen aufgehoben. Sein Gerichtssprengel wurde dem Amtsgericht Wittenberge zugeordnet. Im Jahre 1952 wurden in der DDR die Amtsgerichte abgeschafft und stattdessen Kreisgerichte gebildet. Wittenberge kam zum Kreis Perleberg im Bezirk Schwerin, zuständiges Gericht war damit das Kreisgericht Perleberg. Das Amtsgericht Wittenberge wurde aufgehoben und auch nach dem Zusammenbruch der DDR nicht neu gebildet.

## Amtsgerichtsgebäude
Das Amtsgerichtsgebäude (Perleberger Straße 165) wurde 1879/80 erbaut und 1928 erweitert. Es handelt sich um ein zweigeschossiges, achtachsiges Ziegelgebäude unter Mansarddach. Es steht als Baudenkmal unter Denkmalschutz.